# Liste der Naturdenkmale in Hennweiler
Die Liste der Naturdenkmale in Hennweiler nennt die im Gemeindegebiet von Hennweiler ausgewiesenen Naturdenkmale (Stand 7. März 2024).

## Ehemalige Naturdenkmale
| Nr. | Bezeichnung | Lage                                                          | Beschreibung                                              | Bild                          |
| --- | ----------- | ------------------------------------------------------------- | --------------------------------------------------------- | ----------------------------- |
|     | Teufelsfels | nördlich des Ortes an der Gemarkungsgrenzu zu Woppenroth Lage | Gipfelquarzite mit Blockmeer; Rechtsverordnung aufgehoben | mehr Fotos \| Fotos hochladen |